# Vall de Sarradé
La Vall de Sarradé és una vall d'origen glacial, subsidiària de la Ribera de Sant Nicolau, tributària per la dreta del Riu de Sant Nicolau. Es troba dins el terme municipal de la Vall de Boí, a l'Alta Ribagorça, i dins el Parc Nacional d'Aigüestortes i Estany de Sant Maurici.
«El nom prové del basc "Sarra-toi" (zarra significa "escòria", i també "arranque en el arrastre de bloques del río", o "arena gruesa del río", i -toi, sufix que indica abundància)».

## Geografia
La vall es troba per sobre dels 1.700 metres i la seva superfície aproximada és de 5,2 km² i el seu perímetre té uns 10 km.

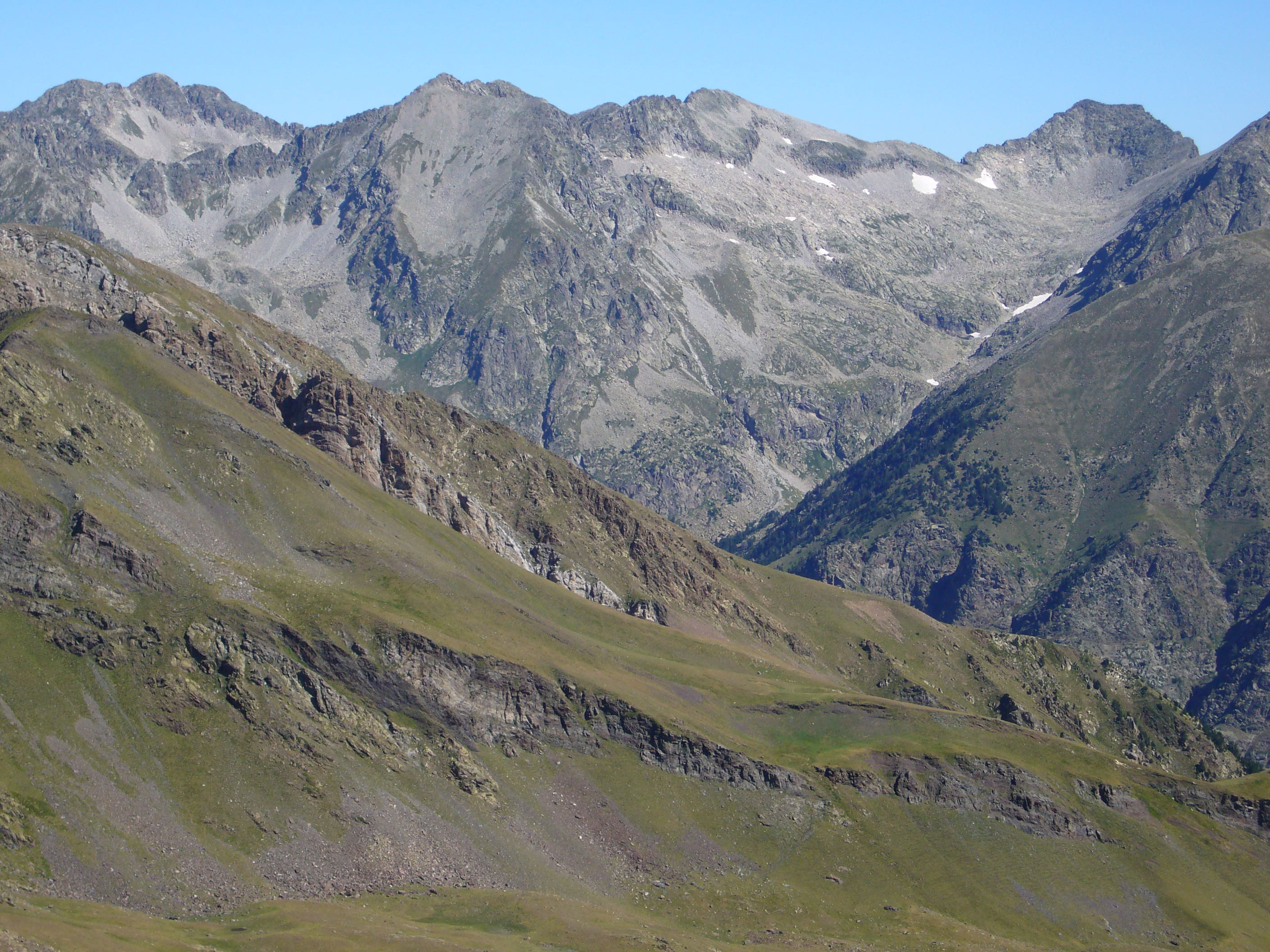
Vall de Sarradé vista des del Tuc de Carants.(Imatge amb anotacions)

Al capdamunt de l'Estany de Llebreta, el Barranc de Sarradé remunta cap al nord. La carena que delimita la vall, per la seva part occidental, corra paral·lela al barranc; prenent direcció est va girant cap al nord fins a assolir el Cap de Copiello (2.508,3 m). Continuant direcció nord, i limitant a ponent amb Aigüissi, descendeix al Colladó d'Aigüissi (2.457,2 m) i prossegueix virant al nord-nor-oest fins al Bony d'Aigüissi (2.876,1 m). Limitant ja amb la Vall de Comalesbienes, la carena vira al nord-est, arriba al Pic de la Pala Gespadera (2.875,3 m) i prenent direcció est assoleix el Pic de la Pala Alta de Sarradé (2.983,4 m); continua cap al nord-est passant pel primer tram de les Crestes Barrades (2.975,5 m), un coll (2.887,0 m) i el segon tram de crestes (2.950,5 i 2.970,5 m). Compartint la carena amb la Vall de Colieto, continua pel Coll de Colieto (2.807,2 m) i puja al Pic de Contraix (2.958,0 m). Des d'aquest cim, que marca el límit septentrional de la vall, i limitant ara amb la Vall de Contraix, prossegeix sud-sud-est pel Coll de Sarradé (2.812,2 m) i el Pic de Sarradé (2.942,2 m). Limitant amb els diferents barrancs que desaigüen al Riu de Sant Nicolau, la carena pren direcció sud cap al Pic del Racó (2.875,8 m); on comença a traçar un semicercle cap al orient, a l'alçada del Racó de Contraix; continua després direcció sud-oest, passant pel Cap de les Pales del Planell Gran (2.745,4 m), el Cap de la Pleta Mala (2.692,9 m) i el Serrat dels Ginebros que tanca la vall.
A la part alta de la vall es troba l'Estany de Sarradé d'Amunt (2.465 m), que desaigua cap al sud. Al sud-sud-est, la Bassa de Sarradé (2.408 m) drena també cap al rierol que, baixant direcció sud, s'amaga entre els blocs de pedra que conformen el Canalot de Sarradé d'Amont. El rierol continua cap al sud-sud-est i, després de rebre les aportacions de la Canal del Racó, arriba a l'Estany de Sarradé (2.123 m); estany que recull també les aigües dels vessants del Pic de la Pala Alta de Sarradé i del Colladó d'Aigüissi a ponent, i les provinents dels Canals de l'Estràs a llevant. L'estany gran drena cap al Barranc de Sarradé que desaigua al Riu de Sant Nicolau, a la zona del Toll del Mas.

## Rutes[21]
El camí de Sarradé s'inicia a la Pista d'Aigüestortes, a l'alçada de l'Estany de Llebreta, a uns 1.620 metres d'altitud. Prenent ràpidament alçada puja direcció nord-est envoltat d'arbres. En escassos 350 metres s'assoleix la cota 1.760; punt on es junta amb una pista que ve de l'est-sud-est, que s'ha iniciat a la Pista d'Aigüestortes per damunt del Mirador de la Cascada. El corriol continua nord-ord-est, al voltant de la cota 1.950 trobem la Cova de Sarradé; en 750 metres el camí hi ha puja uns 325. A partir d'aquest punt el pendent se suavitza, la quantitat d'arbres disminueix i les tarteres comencen a sovintejar. En menys d'un kilòmetre s'arriba a l'Estany de Sarradé; la zona sud de l'estany, per on desaigua al barranc, està plena de troncs morts. Al voltant del llac es troben les últimes zones amb arbres, per damunt bàsicament roques i tarteres. A l'oest, al marge dret de l'estany, queden els camins que porten al Colladó d'Aigüissi, o a la Pala Gespadera i el Pic de la Pala Alta de Sarradé. Al marge esquerre, direcció nord, el camí porta a l'Estany de Sarradé d'Amont i al Coll de Sarradé; dues són les vies per assolir l'estany superior: el Canalot de Sarradé d'Amont, que és la directa, o traçant un semicercle cap a llevant i resseguir els peus del Pic del Racó.
|}